# Manuel José de Frutos
Manuel José de Frutos y Huerta (Valverde del Majano, Segovia, 31 de enero de 1811 - Tikapa, Nueva Zelanda, 1873) fue un comerciante español que emigró a Nueva Zelanda en el siglo XIX y vivió gran parte de su vida entre los maoríes, siendo el fundador del clan Paniora, la familia más numerosa de Nueva Zelanda. Fue uno de los primeros visitantes europeos a Nueva Zelanda.

## Biografía
Nacido en Valverde del Majano el 31 de enero de 1811, hijo de José de Frutos, un comerciante de lana, y de la panadera María Huerta.  Se le describe como alto, corpulento, pelirrojo y de ojos verdes, dotado de un gran atractivo para las mujeres. Los primeros años de su juventud estuvo dedicado al negocio familiar, el comercio de lana.
Al cumplir su mayoría de edad abandonó su tierra natal en busca de aventuras, y en 1833 viajó hasta América, pasando a Perú, donde se enroló como marino en un ballenero británico llamado Elizabeth, Allí trabajó y consiguió enriquecerse gracias al aceite de las ballenas. En 1834 el ballenero llegó a Port Awanui, en la costa este de Nueva Zelanda, posiblemente a recargar víveres, y Manuel José desembarcó atraído por las mujeres que vio. La tripulación, ayudada por la guarnición británica de la isla, peinó la isla durante horas en su búsqueda sin obtener resultados. Según la tradición oral que ha ido pasando de padres a hijos, Manuel José se escondió bajo la falda de una de las mujeres para no ser encontrado. El ballenero abandonó la isla, y Manuel terminó integrado en la tribu aborigen de los Ngāti Porou.
En Port Awanui abrió una tienda, donde comerciaba con los europeos que llegaban a la costa, y a lo largo de los años fue ganando reputación entre los maoríes y los europeos. Consiguió amasar una gran fortuna, que fue arrebatada a sus hijos por los ingleses después de la guerra de las Tierras de Nueva Zelanda. Este contencioso legal aún estaba sin resolver en 2012, cuando el gobierno neozelandés se comprometió a resolver, con el fin de devolver a sus descendientes las propiedades que deberían de haber heredado.
Allí se casó con cinco mujeres de la tribu, llamadas Te Herekaipuke (su favorita, a quien llamaba cariñosamente Tapita), Kataraina, Mihita Heke, Uruhana y Maraea, De ellas tuvo 9 hijos, 41 nietos y 299 bisnietos. En 2022 se calculaba que tenía entre 15.000 y más de 20.000 descendientes, que forman el clan maorí de los Paniora, que significa "espaniola"  o "los españoles en lengua maorí," nombre con el que le llamaron los aborígenes, y que constituye la familia más numerosa de Nueva Zelanda.

## Legado
Está enterrado en un mausoleo que se levantó en 1980 en Taumata, en la conjunción del río Waiapu y el océano Pacífico, y su tumba es lugar de peregrinaje y ofrendas. Un año después, un grupo de 4.000 descendientes suyos organizaron un primer encuentro en el pueblo de Tikitiki. Sus descendientes heredaron las pasiones españolas de Manuel, como los caballos, la guitarra, el flamenco o los toros. Así lo demuestran en el encuentro que celebran cada 10 años en Tikitiki, donde se pueden ver sombreros cordobeses o mexicanos, ponchos peruanos y vestidos de flamenca.
Manuel José sembró en 1834 una semilla de olivo que llevó desde España, y el árbol aún se conserva en Nueva Zelanda. En la casa natal de Manuel se plantó otro olivo, como símbolo de hermanamiento entre ambas tierras. Su historia se dio a conocer en 2006 a partir de la investigación de la periodista neozelandesa Diana Burns, que obtuvo de los maoríes que procedían de un español de Castilla que había llegado desde un lugar llamado valle verde. La historiadora española María Teresa Llorente relacionó el nombre con el de Valverde, y localizó su registro bautismal en el archivo parroquial del municipio segoviano. En España, se hizo pública en 2006 a través de un documental emitido en Canal Sur titulado Debajo de tus pies, obra de Álvaro Toepke y Ángel Serrano. En 2007 una veintena de maoríes viajó hasta España para visitar Valverde del Majano, donde nació su fundador, donde comprobaron que tenían familiares a través de las hermanas de Manuel José. Fruto de ese encuentro se levantó un tótem conmemorativo en su lugar de nacimiento. Durante el encuentro, ambas familias celebraron una misa en honor de Manuel en la ermita de la Aparecida. En 2012 volvió a tener lugar otra visita de los maoríes a Valverde.
Su localidad natal dio su nombre a una calle, y mantiene un hermanamiento con la Región de Gisborne. La obra teatral Paniora, escrita por Briar Grace-Smith en 2014 y dirigida por Colin McColl está inspirada en su historia, al igual que el documental El clan español en Nueva Zelanda, dirigido por Juan Manuel Cuéllar y Samuel Alejandro Pilar en 2018, que fue presentado en la Muestra de Cine de Segovia.
El escudo familiar de los Paniora está compuesto por un castillo, una rama de olivo y varias franjas quebradas rojas y amarillas; está rodeado por la inscripción «Adelante para siempre» y el nombre de Manuel José.